# قدیس‌نگاری

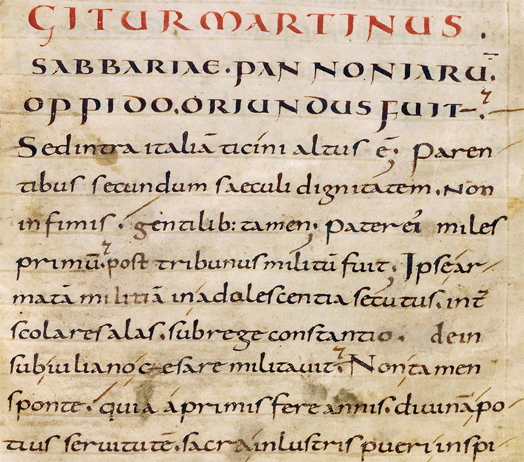
برگی از قدیس نگاشتهٔ Vita Sancti Martini نوشته شده توسط Sulpicius Severus

قدیس‌نگاری یا سِپَنت‌نگاری (به انگلیسی: Hagiography) (از دو واژهٔ یونانی (ἅγιος) hagios به معنی مقدس، سپنت و (γραφία) graphia به معنی نگاشتن، نوشتن) به بخشی از ادبیات گفته می‌شود که به زندگی و بزرگداشت قدیسان مسیحی می‌پردازد. این ادبیات اعمال شهدای مسیحی را مانند محاکمه و مرگ آن‌ها و همچنین زندگی نامهٔ راهبه‌ها، راهبان و اسقف‌های مقدس و معجزات مربط به کلیساها، صومعه‌ها و بقایای قدیسان می‌نگارد.

## تاریخ
آغاز این ادبیات را می‌توان به سده ۲ پس از میلاد مسیح نسبت داد. در سده‌های میانه نیز رسم بر این بود که این ادبیات و شرح زندگی قدیسان را در صومعه‌ها با صدای بلند می‌خواندند. شاید مهم‌ترین مجموعه از این متون را بتوان Legenda aurea (افسانهٔ طلایی: Golden Legend) دانست که در سده ۱۳ میلادی توسط Jacobus da Varagine نوشته شد.
سپنتانگاری مدرن از سده ۱۷ میلادی توسط جان بولاند (Jean Bolland) آغاز شد و پیروان این سبک را بولندیست می‌گویند.

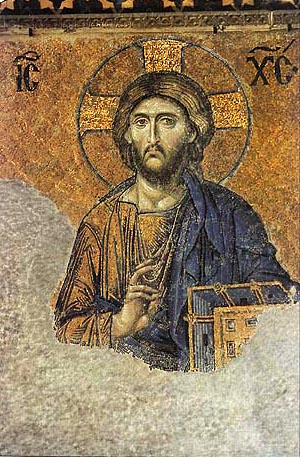
نمونه ای از قدیس نگاشته‌ای مربوط به کلیسای ارتودوکس شرقی، سده ۱۲.